# Церковь иконы «Утоли моя печали» (Царское Село)
Це́рковь ико́ны Бо́жией Матери «Утоли́ моя печа́ли» — утраченный православный храм в городе Пушкине (Царском Селе), располагавшийся на Царскосельском Братском кладбище героев Первой мировой войны, в непосредственной близости от Казанского кладбища. Построен в 1915 году. Разрушен коммунистами в 1938-м.

## История
К началу 1915 года участок рядом с Казанским кладбищем, на котором производились захоронения солдат и офицеров, погибших на фронте и в результате ранений, полученных в Первой мировой войне, был выделен в отдельное Царскосельское Братское кладбище. Для отпевания и поминовения скончавшихся было необходимо устроить храм. Инициатива строительства временной церкви принадлежит императрице Александре Фёдоровне.
Закладка храма состоялась 18 (31) августа 1915 года. Её совершил духовник императорской семьи протоиерей Александр Васильев в сослужении протоиереев Афанасия Беляева, Иоанна Сперанского и других представителей духовенства. Церковь строилась по проекту гражданского архитектора Семёна Сидорчука. Освящение храма в том же году, 4 (17) октября, совершил протоиерей Александр Васильев в присутствии императрицы с дочерьми.
Впоследствии храм предполагалось перенести на императорскую дачу «Светёлка» под Лугой. Для строительства храмов на братских кладбищах воинов Русской Армии, павших в Первой мировой войне Императорским Обществом Архитекторов-Художников был объявлен конкурс, победителем которого 26 мая (8 июня) 1916 год стал проект архитектора Сергея Антонова. Однако планам осуществиться не удалось.
Богослужения в храме продолжались до августа 1937 года, когда был арестован его настоятель протоиерей Феодор Мудролюбов (расстрелян 4 октября 1937 года). Согласно постановлению Леноблисполкома церковь была закрыта 2 февраля 1938 года и в том же году снесена.

### Архитектура, убранство деревянного храма
Деревянный одноглавый храм был снаружи и внутри выдержан в стиле северно-русского зодчества. Иконостас храма, созданный по рисунку Семёна Сидорчука, был исполнен иконописцем Николаем Емельяновым.
Часть утвари была передана из Феодоровского Государева собора. Ковры в церковь вышивали сестры милосердия Царскосельского дворцового лазарета. Облачения для священно-церковнослужителей, престола, жертвенника и аналоя вышито императрицей Александрой Фёдоровной.

## Проект строительства мемориального комплекса

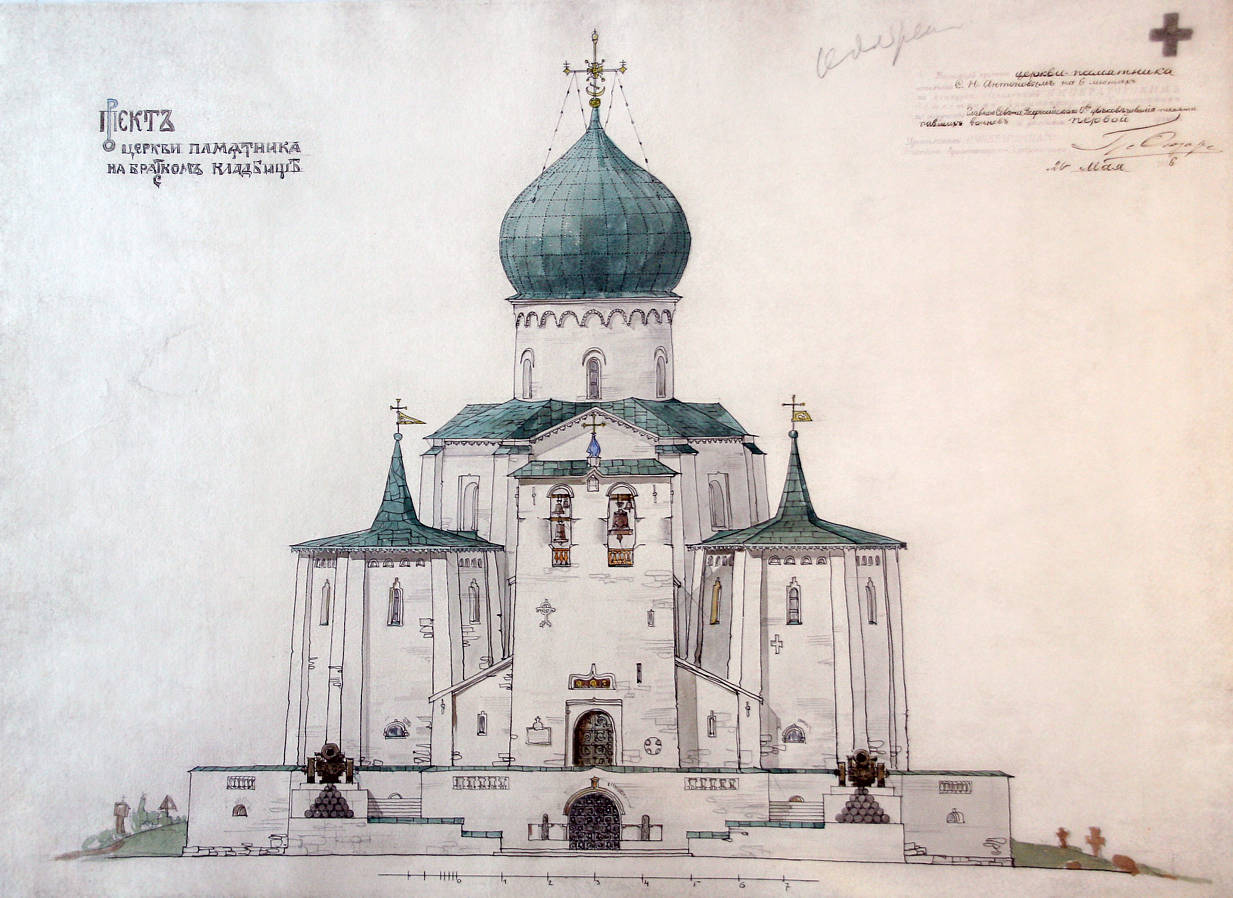
Проект С. Н. Антонова. 1916 год

17 июня 2000 года на территории бывшего Братского кладбища был установлен крест, второй крест воздвигнут на месте уничтоженного храма 3 февраля 2001 года.
В январе 2000 года появился первый проект восстановления территории Братского кладбища, разработанный архитектором Александром Кедринским.
В 2008 году рядом с Братским кладбищем героев Первой мировой войны была установлена памятная стела. Авторский коллектив: руководитель проекта В. Н. Филиппов, М. А. Бунин, В. И. Мухин, Ю. В. Затыкин).
C 28 января 2009 года по 2013 год существовала как юридическое лицо православная местная религиозная организация «Приход храма во имя Святого Архистратига Михаила и Святого Великомученика Георгия Победоносца на Царскосельском Братском кладбище героев Первой мировой войны 1914—1918 гг», приписанная к Софийскому собору.
Восстановление деревянной церкви внесено в эскизный проект мемориального комплекса «Могила неизвестного солдата Первой мировой войны» (главный архитектор проекта В. Н. Филиппов), утвержденный Рабочей группой Градостроительного Совета Комитета по градостроительству и архитектуре Санкт-Петербурга 2015 года.